# (2278) Götz
(2278) Götz (1953 GE; 1953 GR1; 1976 GE2; 1976 JG) ist ein Asteroid des äußeren Hauptgürtels, der am 7. April 1953 vom deutschen Astronomen Karl Wilhelm Reinmuth an der Landessternwarte Heidelberg-Königstuhl auf dem Königstuhl bei Heidelberg (IAU-Code 024) entdeckt wurde.

## Benennung
(2278) Götz wurde nach dem deutschen Astronomen Paul Götz (1883–1962), dem ersten Assistenten des deutschen Astronomen Max Wolf (Asteroiden (827) Wolfiana und (1217) Maximiliana) an der Landessternwarte Heidelberg-Königstuhl von 1903 bis 1905. Paul Götz entdeckte während dieser Zeit 20 Asteroiden.